# Município metropolitano da Cidade do Cabo
O município metropolitano da Cidade do Cabo (afrikaans: Stad Kaapstad; xhosa: Isixeko saseKapa; inglês City of Cape Town Metropolitan Municipality ou Cape Town Unicity) é o município metropolitano que governa a Cidade do Cabo, na África do Sul e os seus subúrbios.

## Governo
A Cidade do Cabo é governada por um conselho municipal composto por 210 membros, que responde perante um conselho executivo de 28 membros, que é por sua vez presidido por um gestor da cidade e por um presidente-executivo. A cidade está dividida em 105 círculos eleitorais. Cada círculo elege directamente um membro do conselho. Os outros 105 conselheiros são eleitos por um sistema de representação proporcional dos partidos. O presidente é escolhido pelo conselho municipal.
Antes da unificação da Cidade do Cabo na chamada "Unicity", estava dividida em seis Administrações. Muitas das funções do novo município metropolitano estão ainda organizadas segundo as antigas Administrações: Cape Town, South Peninsula, Blaauwberg, Tygerberg, Oostenberg e Helderberg.